# Alexander Manninger
Alexander Manninger (Salzburgo, Austria, 4 de junio de 1977) es un exfutbolista austríaco y su último club fue el Liverpool Football Club.

## Trayectoria
Alexander Manninger se formó en el club de su ciudad natal, el Austria Salzburgo, perteneciendo a esta institución desde las categorías juveniles; durante la temporada 1995-96 fue vendido al Vorwärts Steyr, también de Austria, club con el que jugaría su primer partido en primera división, frente al Grazer. Para el verano de 1996, el mismo Grazer lo compró para que ocupe la plaza de guardameta suplente, y su debut en este club no pudo ser más difícil, ya que el titular habitual, Franz Almer, sufrió una lesión justo antes de un partido de Copa de la UEFA ante el Inter de Milán.
Así, Alex hizo su debut ante el equipo italiano y nada menos que en el mismísimo Estadio Giuseppe Meazza. Manninger realizó una gran actuación, salvando su portería en muchas ocasiones, pese a esto, el Grazer cayó derrotado por 1-0, pero solo gracias a un penalti. Después de esto, permaneció como portero titular el resto de la temporada 1996-97, y fue contratado, en junio de 1997, por el Arsenal FC, como suplente de David Seaman, en aquel entonces guardameta titular de la selección de fútbol de Inglaterra.
Durante la temporada 1997-98, y ante una seria lesión sufrida por el inglés, Manninger tuvo la oportunidad de ser titular, logrando terminar en 6 partidos con la portería a cero (incluyendo entre estos, un partido ante el Manchester United en Old Trafford). Esa temporada Manninger alzó la Premier League. Manninger continuaría disputándole el puesto a Seaman durante tres temporadas más, hasta que en 2001, los gunners contrataron a Richard Wright, con lo que el austriaco pasó a ser el tercer portero, así que Alex fue cedido a la Fiorentina.
En el verano de 2002 fichó por el Espanyol, pero sin suerte, ya que no disputó ningún partido oficial. Similar suerte corrió en el Torino, el Bolonia y el Brescia, hasta que finalmente pasó a formar parte del A. C. Siena para la temporada 2004-05, donde tuvo actuaciones muy aplaudidas, siendo parte importante del club en la tarea de salvarse del descenso. Para la temporada 2005-06, regresó a su club de origen, el Austria Salzburgo, pero la temporada siguiente, viendo que la empresa Red Bull compró las acciones del club, decidió regresar al Siena, para jugar nuevamente con el cuadro toscano. Para la temporada 2008-2009 iba a jugar de nuevo para el Austria Salzburgo pero fue transferido al Udinese Calcio el 16 de julio por 800 000 euros. Sin embargo, la Juventus de Turín adquirió su carta pero lo cedió al Udinese para que juegue la temporada. En 2016, después de terminar la temporada con el F. C. Augsburgo y no ser renovado su contrato, el Liverpool F. C. lo acogió en los entrenamientos como ayuda para que no perdiera su forma. El 22 de julio se hizo oficial su fichaje, con un contrato a corto plazo y su lugar en la plantilla.

## Selección nacional
Ha sido internacional con la selección de fútbol de Austria en 33 ocasiones. Debutó el 18 de agosto de 1999, en un encuentro amistoso ante la selección de Suecia que finalizó con marcador de 0-0.

### Participaciones en Eurocopas
| Eurocopa      | Sede            | Resultado    |
| ------------- | --------------- | ------------ |
| Eurocopa 2008 | Austria y Suiza | Primera fase |

## Clubes
| Club                | País       | Año         |
| ------------------- | ---------- | ----------- |
| Vorwärts Steyr      | Austria    | 1995 - 1996 |
| Austria Salzburgo   | Austria    | 1996        |
| Grazer A. K.        | Austria    | 1996 - 1997 |
| Arsenal F. C.       | Inglaterra | 1997 - 2001 |
| A. C. F. Fiorentina | Italia     | 2001 - 2002 |
| R. C. D. Espanyol   | España     | 2002 - 2003 |
| Torino F. C.        | Italia     | 2003        |
| Bolonia F. C.       | Italia     | 2003 - 2004 |
| Brescia Calcio      | Italia     | 2004        |
| A. C. Siena         | Italia     | 2004 - 2005 |
| Austria Salzburgo   | Austria    | 2005 - 2006 |
| A. C. Siena         | Italia     | 2006 - 2008 |
| Udinese Calcio      | Italia     | 2008        |
| Juventus F. C.      | Italia     | 2009 - 2012 |
| F. C. Augsburgo     | Alemania   | 2012 - 2016 |
| Liverpool F. C.     | Inglaterra | 2016 - 2017 |

## Palmarés

### Campeonatos nacionales
| Título           | Club           | País       | Año     |
| ---------------- | -------------- | ---------- | ------- |
| Premier League   | Arsenal F. C.  | Inglaterra | 1997-98 |
| FA Cup           | Arsenal F. C.  | Inglaterra | 1997-98 |
| Community Shield | Arsenal F. C.  | Inglaterra | 1998    |
| Community Shield | Arsenal F. C.  | Inglaterra | 1999    |
| Serie A          | Juventus F. C. | Italia     | 2011-12 |